# Vía (escalada)
Una vía de escalada es un camino a través del cual un escalador llega a la cima de una montaña o pared de montaña, roca o hielo. Las vías pueden variar drásticamente en dificultad, y puede ser difícil cambiar de opinión en medio de una ascensión. Por lo tanto, la elección de una ruta es extremadamente importante, y las topoguías de escalada incluyen la clasificación, mapas detallados y fotografías de las vías.

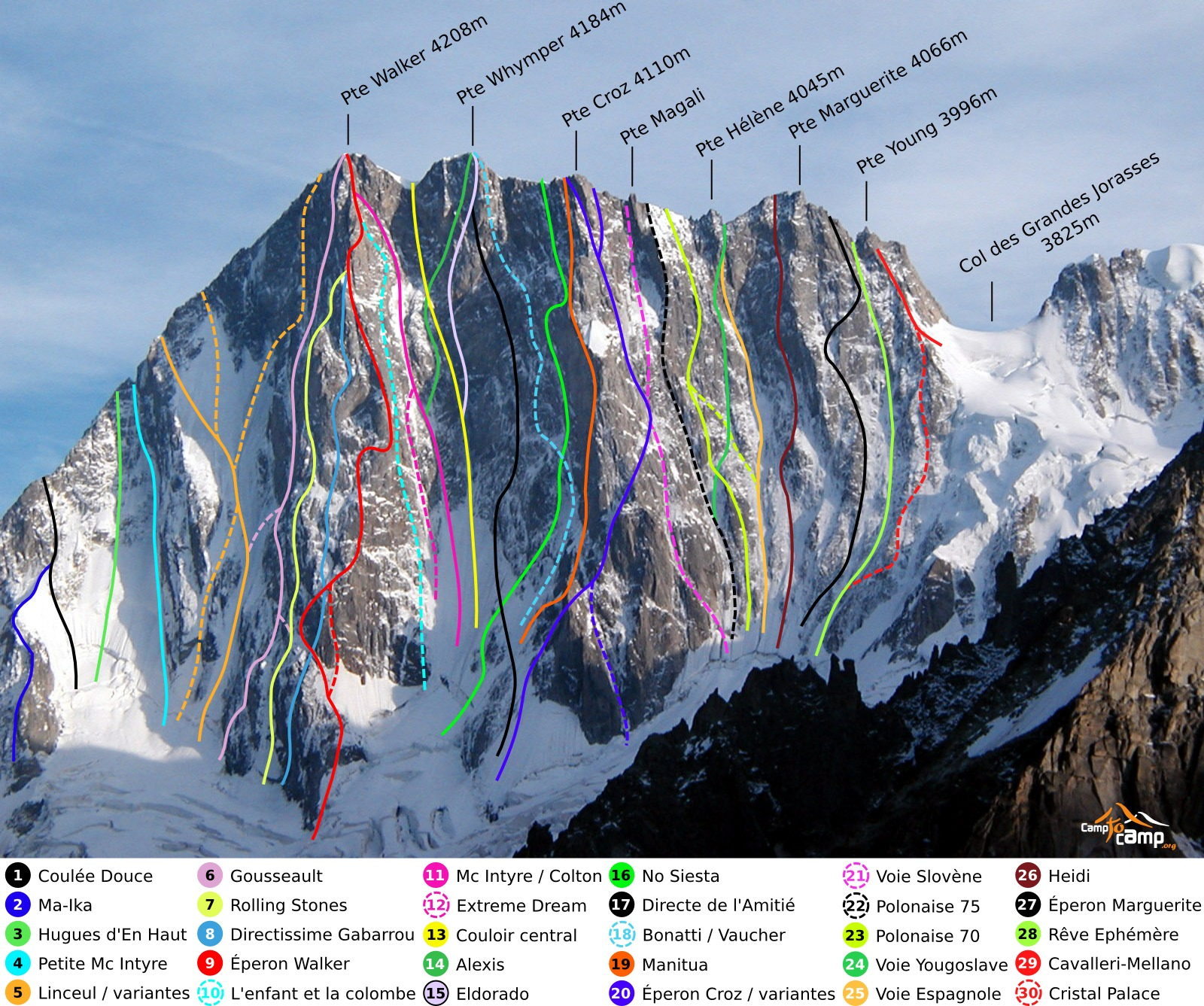
Vías de la cara norte de los Grandes Jorasses

## Antecedentes
En los primeras épocas, los escaladores simplemente querían llegar a la cima, por cualquier medio posible, y había poca información sobre cómo lo conseguían. Pero durante el siglo XIX, a medida que los exploradores alpinos intentaban cumbres cada vez más difíciles, se hizo evidente, por ejemplo, que la elección de la cara este frente a la arista sur era la diferencia entre el éxito y el fracaso. Un ejemplo bien conocido es el primer ascenso del Cervino, que se ha repetido varias veces sin éxito por su cara sur, mientras que la roca de la cordillera norte (la más cercana a Zermatt), aunque más empinada ofrecía una ruta más segura y no mucho más difícil que una escalera.

## Desarrollo
A medida que la técnica se desarrollaba y las montañas del mundo eran conquistadas por sus vías más fáciles y obvias, los escaladores comenzaron a desafiarse a sí mismos buscando y probando otras rutas más laboriosas, como las vías rocosas que navegan entre el hielo o grietas finas que se extienden desde un lado de su base hasta la cima. También apareció un elemento estético: una ruta fácil pero confusa, navegar de izquierda a derecha en una cara, es menos deseable que una ruta directa a lo largo de una cresta aérea. Las vías seguras que implican buenas emplazamientos también son más deseables que una pista de roca agrietada con presas incómodas.
Las rutas de escalada no obvias o inteligentes representaban claramente la capacidad de creación de los escaladores. Inevitablemente, los escaladores enérgicos se ven obligados a cruzar diferentes caminos en una sola montaña o acantilado, lo cual lleva en la práctica a que el creador de una ruta eligiera un nombre para ella. Esto conllevó una nueva faceta de creatividad, y los sitios de escalada modernos tienen una asombrosa diversidad de nombres de rutas curiosos y divertidos, a menudo inspirados en temas del entorno o cultura local. Los nombres a menudo contienen juegos de palabras.
En las rutas de alta montaña, las cascadas de piedra y hielo suelen cambiar tanto la montaña que es casi imposible dar más que una idea aproximada del camino (ejemplo: “subir la cresta hasta una torre negra y pase debajo por el lado derecho, y suba por un corredor nevado hasta la cima de la cumbre”).
Por otra parte, las rutas de escalada son mucho más estables, pero la elección incorrecta de una grieta puede colocar a un escalador en una posición peligrosa, por lo que las topoguías de escalada usan fotografías con líneas dibujadas o mapas topográficos que muestran una vista esquemática de la roca y la vía, con varios símbolos para indicar la dirección de la grieta, la ubicación de los puntos de anclaje, etc. Para vías con varios largos, la topoguía también indica la ubicación recomendada de los puntos de reunión.